# ARTIMAGE
株式会社アーティマージュ（ARTIMAGE）は、日本の音楽アーティストのプロデュース、マネージメント事務所。社名は、「Art」と「Image」を組み合わせた造語。
所属するHOUSEユニットであるGTSのDJ GEE（浅川真次）が社長を務める。なお、会長として上田浩良がいるのは、音楽的な面については浅川が行い、経営的な面は上田が行うという理由から。

## 略歴
1992年にソニー・ミュージックエンタテインメントと契約するための目的で設立。（ソニーは個人との契約を受け付けなかったため）1994年ごろからアーティストのマネージメント事業を開始する。
1998年ごろ、m-floの☆Taku Takahashiと浅川と出会い、Artimageのスタジオを使い音楽製作をはじめる。
VERBAL、LISA、☆Takuの3人からなるユニットm-floは成功。
その後、SOUL'd OUTなどのアーティストのマネージメントも行うきっかけとなる。
2006年まで、毎年所属アーティストによるライブイベント "ARTIMAGE NIGHT" を開催していた。
レーベルARTIMAGE RECORDSを運営している。

## 所属アーティスト

### 現在
- DOUBLE
- lecca
- GTS
- DJ MAYUMI
- CREAM
- DJ AIYA
- 沖山優司
- 春原佑紀
- 縄田寿志
- EIGO
- FUKI

その他多数

### かつての所属アーティスト
- P&ART SASANOOOHA
- Iyse
- クレンチ&ブリスタ
- JUNYA
- Fivesta
- Ryohei（山本領平）
- YOUNGSHIM
- AMWE
- LIL
- Retro G-Style
- 日之内エミ
- Astro
- ENBULL
- m.o.v.e
- BREMEN
- K.
- ウエイスト
- DAISUKE IMAI（今井大介）
- FAR EAST RHYMERS
- faith
- IHL（ILLMATIC HEADLOCK）
- Remark Spirits
- three NATION
- MIC BANDITZ
- サマースノーサプライズ
- Heartsdales
- She-Shell
- Groovy Boyfriends
- Favorite Blue
- RAVE MAN
- 大谷健吾
- MORE DEEP
- Melodie Sexton
- MATER OF FUNK
- Lag gimmick
- Down 2 Earth
- 51-GOICHI-
- water LOO
- shige
- Nozomi Odagi
- Chill Jet
- W-VISION
- m-flo
- TeddyLoid
- SOUL'd OUT - 解散

## ARTIMAGE RECORDS所属アーティスト
- P&ART SASANOOOHA
- COVER LOVER PROJECT
- イチヤナギ ユウ